# اولریش منزه
اولریش منزه (آلمانی: Ulrich Mense; ۲۹ ژانویهٔ ۱۹۲۷ – ۱۴ فوریهٔ ۲۰۰۳) قایقران قایق بادبانی اهل آلمان شرقی بود.